# DFBポカール2014-2015
DFBポカール2014-2015（2014–15 DFB-Pokal）は、2014年8月15日から2015年5月30日の期間に開催された、通算63回目（前身も含めれば72回目）DFBポカールである。VfLヴォルフスブルクが初優勝を果たした。

## 参加クラブ
以下の64クラブが参加する。
| ブンデスリーガ (18クラブ) ブンデスリーガ2013-14所属全クラブが出場 | 2. ブンデスリーガ (18クラブ) 2. ブンデスリーガ2013-14所属全クラブが出場 | 3. リーガ (4クラブ) 3. リーガ2013-14における上位4チームが出場 |
| - バイエルン・ミュンヘン - ボルシア・ドルトムント - シャルケ04 - バイエル・レバークーゼン - VfLヴォルフスブルク - ボルシア・メンヒェングラートバッハ - 1.FSVマインツ05 - FCアウクスブルク - TSG1899ホッフェンハイム - ハノーファー96 - ヘルタ・ベルリン - ヴェルダー・ブレーメン - アイントラハト・フランクフルト - SCフライブルク - VfBシュトゥットガルト - ハンブルガーSV - 1.FCニュルンベルク - アイントラハト・ブラウンシュヴァイク | - 1.FCケルン - SCパーダーボルン07 - SpVggグロイター・フュルト - 1.FCカイザースラウテルン - カールスルーエSC - フォルトゥナ・デュッセルドルフ - TSV1860ミュンヘン - FCザンクトパウリ - 1.FCウニオン・ベルリン - FCインゴルシュタット04 - VfRアーレン - SVザントハウゼン - FSVフランクフルト - FCエルツゲビルゲ・アウエ - VfLボーフム - アルミニア・ビーレフェルト - FCディナモ・ドレスデン - エネルギー・コットブス | - 1.FCハイデンハイム - RBライプツィヒ - SVダルムシュタット98 - SVヴェーエン・ヴィースバーデン |
| 各地域代表 (24クラブ) 各地域のサッカー協会カップの優勝クラブが出場 | | |
| - バーデン FCアストリア・ヴァルドルフ (Ⅳ) - バイエルン ヴュルツブルガー・キッカーズ (Ⅳ) FVイラーティッセン (Ⅳ) - ベルリン FCヴィクトリア1889ベルリン (Ⅳ) - ブランデンブルク FSVオプティク・ラーテノー (Ⅴ) - ブレーメン ブレーマーSV (Ⅴ) - ハンブルク USCパロマ・ハンブルク (Ⅴ) - ヘッセン キッカーズ・オッフェンバッハ (Ⅳ) | - メクレンブルク＝フォアポンメルン 1.FCノイブランデンブルク04 (Ⅴ) - ミッテルライン FCヴィクトリア・ケルン (Ⅳ) - ニーダーライン MSVデュースブルク (Ⅲ) - ニーダーザクセン FTブラウンシュヴァイク (Ⅳ) BSVシュヴァルツ＝ヴァイス・レーデン (Ⅳ) - ラインラント SVアイントラハト・トリーア (Ⅳ) - ザールラント FC08ホンブルク (Ⅳ) - ザクセン ケムニッツFC (Ⅲ)                                                             | - ザクセン＝アンハルト 1.FCマクデブルク (Ⅳ) - シュレースヴィヒ＝ホルシュタイン ホルシュタイン・キール (Ⅲ) - ズュートバーデン SVヴァルトキルヒ (Ⅵ) - ズュートヴェスト SVアレマニア・ヴァルダルゲスハイム (Ⅵ) - テューリンゲン FCカールツァイス・イェーナ (Ⅳ) - ヴェストファーレン SCプロイセン・ミュンスター (Ⅲ) シュポルトフロインデ・ジーゲン (Ⅳ) - ヴュルテンベルク シュトゥットガルト・キッカーズ (Ⅲ) |
| 括弧内のローマ数字は2014-15シーズンの所属ディビジョン（Ⅲ：3. リーガ 、Ⅳ：レギオナルリーガ、Ⅴ：オーバーリーガ、Ⅵ：フェアバンツリーガ） | | |

## 1回戦
| チーム #1                               | スコア           | チーム #2                                | レポート |
| --------------------------------------- | ---------------- | ---------------------------------------- | -------- |
| 2014年8月15日                           |                  |                                          |          |
| ケムニッツFC (3)                        | 5 - 5 (PK 5 - 4) | 1.FSVマインツ05 (1)                      | レポート |
| SVアレマニア・ヴァルダルゲスハイム (6)  | 0 - 6            | バイエル・レバークーゼン (1)             | レポート |
| MSVデュースブルク (3)                   | 1 - 0            | 1.FCニュルンベルク (2)                   | レポート |
| 2014年8月16日                           |                  |                                          |          |
| VfLボーフム (2)                         | 2 - 0            | VfBシュトゥットガルト (1)                | レポート |
| シュトゥットガルト・キッカーズ (3)      | 1 - 4            | ボルシア・ドルトムント (1)               | レポート |
| FC08ホンブルク (4)                      | 1 - 3            | ボルシア・メンヒェングラートバッハ (1)   | レポート |
| FCヴィクトリア・ケルン (4)              | 2 - 4            | ヘルタ・ベルリン (1)                     | レポート |
| FCアストリア・ヴァルドルフ (4)          | 1 - 3            | ハノーファー96 (1)                       | レポート |
| FTブラウンシュヴァイク (4)              | 0 - 4            | 1.FCケルン (1)                           | レポート |
| FSVオプティク・ラーテノー (5)           | 1 - 3            | FCザンクトパウリ (2)                     | レポート |
| ブレーマーSV (5)                        | 0 - 1            | アイントラハト・ブラウンシュヴァイク (2) | レポート |
| SVヴァルトキルヒ (6)                    | 0 - 3            | SpVggグロイター・フュルト (2)            | レポート |
| SVヴェーエン・ヴィースバーデン (3)      | 0 - 0 (PK 3 - 5) | 1.FCカイザースラウテルン (2)             | レポート |
| FCヴィクトリア1889ベルリン (4)          | 0 - 2            | アイントラハト・フランクフルト (1)       | レポート |
| シュポルトフロインデ・ジーゲン (4)      | 3 - 3 (PK 4 - 5) | FSVフランクフルト (2)                    | レポート |
| 2014年8月17日                           |                  |                                          |          |
| ホルシュタイン・キール (3)              | 1 - 2            | TSV1860ミュンヘン (2)                    | レポート |
| FVイラーティッセン (4)                  | 2 - 3 (延長)     | ヴェルダー・ブレーメン (1)               | レポート |
| USCパロマ・ハンブルク (5)               | 0 - 9            | TSG1899ホッフェンハイム (1)              | レポート |
| BSVシュヴァルツ＝ヴァイス・レーデン (4) | 1 - 1 (PK 3 - 4) | VfRアーレン (2)                          | レポート |
| FCカールツァイス・イェーナ (4)          | 0 - 1            | FCエルツゲビルゲ・アウエ (2)             | レポート |
| SCプロイセン・ミュンスター (3)          | 1 - 4            | バイエルン・ミュンヘン (1)               | レポート |
| アルミニア・ビーレフェルト (3)          | 4 - 1            | SVザントハウゼン (2)                     | レポート |
| SVアイントラハト・トリーア (4)          | 0 - 2            | SCフライブルク (1)                       | レポート |
| ヴュルツブルガー・キッカーズ (4)        | 3 - 2 (延長)     | フォルトゥナ・デュッセルドルフ (2)       | レポート |
| 1.FCノイブランデンブルク04 (5)          | 1 - 3            | カールスルーエSC (2)                     | レポート |
| RBライプツィヒ (2)                      | 2 - 1 (延長)     | SCパーダーボルン07 (1)                   | レポート |
| 1.FCマクデブルク (4)                    | 1 - 0            | FCアウクスブルク (1)                     | レポート |
| SVダルムシュタット98 (2)                | 0 - 0 (PK 4 - 5) | VfLヴォルフスブルク (1)                  | レポート |
| 2014年8月18日                           |                  |                                          |          |
| 1.FCハイデンハイム (2)                  | 2 - 1            | 1.FCウニオン・ベルリン (2)               | レポート |
| エネルギー・コットブス (3)              | 2 - 2 (PK 1 - 4) | ハンブルガーSV (1)                       | レポート |
| キッカーズ・オッフェンバッハ (4)        | 0 - 0 (PK 4 - 2) | FCインゴルシュタット04 (2)               | レポート |
| FCディナモ・ドレスデン (3)              | 2 - 1            | シャルケ04 (1)                           | レポート |

## 2回戦
| チーム #1                          | スコア           | チーム #2                                | レポート |
| ---------------------------------- | ---------------- | ---------------------------------------- | -------- |
| 2014年10月28日                     |                  |                                          |          |
| ケムニッツFC (3)                   | 0 - 2            | ヴェルダー・ブレーメン (1)               | レポート |
| アルミニア・ビーレフェルト (3)     | 0 - 0 (PK 4 - 2) | ヘルタ・ベルリン (1)                     | レポート |
| キッカーズ・オッフェンバッハ (4)   | 1 - 0            | カールスルーエSC (2)                     | レポート |
| VfRアーレン (2)                    | 2 - 0            | ハノーファー96 (1)                       | レポート |
| MSVデュースブルク (3)              | 0 - 0 (PK 1 - 4) | 1.FCケルン (1)                           | レポート |
| 1.FCカイザースラウテルン (2)       | 2 - 0            | SpVggグロイター・フュルト (2)            | レポート |
| FCザンクトパウリ (2)               | 0 - 3            | ボルシア・ドルトムント (1)               | レポート |
| FCディナモ・ドレスデン (3)         | 2 - 1 (延長)     | VfLボーフム (2)                          | レポート |
| 2014年10月29日                     |                  |                                          |          |
| 1.FCマクデブルク (4)               | 2 - 2 (PK 4 - 5) | バイエル・レバークーゼン (1)             | レポート |
| ヴュルツブルガー・キッカーズ (4)   | 0 - 1            | アイントラハト・ブラウンシュヴァイク (2) | レポート |
| TSV1860ミュンヘン (2)              | 2 - 5            | SCフライブルク (1)                       | レポート |
| RBライプツィヒ (2)                 | 3 - 1 (延長)     | FCエルツゲビルゲ・アウエ (2)             | レポート |
| ハンブルガーSV (1)                 | 1 - 3            | バイエルン・ミュンヘン (1)               | レポート |
| TSG1899ホッフェンハイム (1)        | 5 - 1            | FSVフランクフルト (2)                    | レポート |
| VfLヴォルフスブルク (1)            | 4 - 1            | 1.FCハイデンハイム (2)                   | レポート |
| アイントラハト・フランクフルト (1) | 1 - 2            | ボルシア・メンヒェングラートバッハ (1)   | レポート |

## 3回戦
| チーム #1                        | スコア       | チーム #2                                | レポート |
| -------------------------------- | ------------ | ---------------------------------------- | -------- |
| w2015年3月3日                    |              |                                          |          |
| バイエル・レバークーゼン (1)     | 2 - 0 (延長) | 1.FCカイザースラウテルン (2)             | レポート |
| VfRアーレン (2)                  | 0 - 2        | TSG1899ホッフェンハイム (1)              | レポート |
| SCフライブルク (1)               | 2 - 1        | 1.FCケルン (1)                           | レポート |
| FCディナモ・ドレスデン (3)       | 0 - 2        | ボルシア・ドルトムント (1)               | レポート |
| 2015年3月4日                     |              |                                          |          |
| RBライプツィヒ (2)               | 0 - 2        | VfLヴォルフスブルク (1)                  | レポート |
| アルミニア・ビーレフェルト (3)   | 3 - 1        | ヴェルダー・ブレーメン (1)               | レポート |
| キッカーズ・オッフェンバッハ (4) | 0 - 2        | ボルシア・メンヒェングラートバッハ (1)   | レポート |
| バイエルン・ミュンヘン (1)       | 2 - 0        | アイントラハト・ブラウンシュヴァイク (2) | レポート |

## 準々決勝
| 2015年4月7日 19:00 |

| VfLヴォルフスブルク (1) | 1 - 0    | SCフライブルク (1) |
| ロドリゲス 72分 (pen.)  | レポート |                    |

| フォルクスワーゲン・アレーナ, ヴォルフスブルク 観客数: 15,237人 主審: トビアス・シュティーラー |

| 2015年4月7日 20:30 |

| ボルシア・ドルトムント (1)                           | 3 - 2 (延長) | TSG1899ホッフェンハイム (1)         |
| スボティッチ 19分 · オーバメヤン 57分 · ケール 107分 | レポート     | フォラント 21分 · フィルミーノ 28分 |

| ジグナル・イドゥナ・パルク, ドルトムント 観客数: 80,667人 主審: デニス・アイテキン |

| 2015年4月8日 19:00 |

| アルミニア・ビーレフェルト (3)                              | 1 - 1 (延長) | ボルシア・メンヒェングラートバッハ (1)                        |
| ユングラス 26分                                             | レポート     | クルーゼ 32分 (pen.)                                          |
|                                                             | PK戦         |                                                               |
| クロス ディック ウルム ブリンクマン ロレンツ ブルマイスター | 5 - 4        | ラファエウ ジョンソン ジャカ ブラウウェルス クルーゼ トラオレ |

| シュコ・アレーナ, ビーレフェルト 観客数: 26,137人 主審: ヴォルフガング・シュタルク |

| 2015年4月8日 20:30 |

| バイエル・レバークーゼン (1)                | 0 - 0 (延長) | バイエルン・ミュンヘン (1)                           |
|                                             | レポート     |                                                      |
|                                             | PK戦         |                                                      |
| ドルミッチ ベンダー カストロ チャルハノール | 3 - 5        | ミュラー レヴァンドフスキ アロンソ ゲッツェ ティアゴ |

| バイ・アレーナ, レーヴァークーゼン 観客数: 30,210人 主審: フェリックス・ツヴァイヤー |

## 準決勝
| 2015年4月28日 20:30 |

| バイエルン・ミュンヘン (1)        | 1 - 1 (延長) | ボルシア・ドルトムント (1)   |
| レヴァンドフスキ 29分             | レポート     | オーバメヤン 75分            |
|                                   | PK戦         |                              |
| ラーム アロンソ ゲッツェ ノイアー | 0 - 2        | ギュンドアン ケール フメルス |

| アリアンツ・アレーナ, ミュンヘン 観客数: 75,000人 主審: ペーター・ガーゲルマン |

| 2015年4月29日 20:30 |

| アルミニア・ビーレフェルト (3) | 0 - 4    | VfLヴォルフスブルク (1)                                          |
|                                | レポート | アルノルト 8分, 55分 · ルイス・グスタヴォ 32分 · ペリシッチ 51分 |

| シュコ・アレーナ, ビーレフェルト 観客数: 26,137人 主審: トビアス・ヴェルツ |

## 決勝
| 2015年5月30日 20:00 |

| ボルシア・ドルトムント (1) | 1 - 3    | VfLヴォルフスブルク (1)                                   |
| オーバメヤン 5分           | レポート | ルイス・グスタヴォ 22分 · デ・ブライネ 33分 · ドスト 38分 |

| オリンピアシュタディオン, ベルリン 観客数: 75,815人 主審: フェリックス・ブリッヒ |

| ドルトムント | ヴォルフスブルク |

| GK                 | 22 | ミッチェル・ランゲラック         |      |      |
| RB                 | 37 | エリック・ドゥルム               |      | 68分 |
| CB                 | 04 | ネヴェン・スボティッチ           |      |      |
| CB                 | 15 | マッツ・フンメルス               |      |      |
| LB                 | 29 | マルセル・シュメルツァー         | 84分 |      |
| CM                 | 05 | セバスティアン・ケール           |      | 68分 |
| CM                 | 08 | イルカイ・ギュンドアン           |      |      |
| RW                 | 10 | ヘンリク・ムヒタリアン           | 61分 |      |
| AM                 | 07 | 香川真司                         |      |      |
| LW                 | 11 | マルコ・ロイス                   |      | 79分 |
| CF                 | 17 | ピエール＝エメリク・オーバメヤン |      |      |
| 控え:              |    |                                  |      |      |
| GK                 | 01 | ローマン・ヴァイデンフェラー     |      |      |
| DF                 | 25 | ソクラティス・パパスタソプーロス |      |      |
| DF                 | 26 | ウカシュ・ピシュチェク           |      | 68分 |
| DF                 | 28 | マティアス・ギンター             |      |      |
| MF                 | 06 | スヴェン・ベンダー               |      |      |
| MF                 | 16 | ヤクブ・ブワシュチコフスキ       |      | 68分 |
| FW                 | 09 | チーロ・インモービレ             |      | 79分 |
| 監督:              |    |                                  |      |      |
| ユルゲン・クロップ |    |                                  |      |      |

| GK                     | 01 | ディエゴ・ベナリオ         |      |      |
| RB                     | 08 | ヴィエイリーニャ           | 90分 |      |
| CB                     | 05 | ティム・クローゼ           |      |      |
| CB                     | 25 | ナウド                     |      |      |
| LB                     | 34 | リカルド・ロドリゲス       |      |      |
| CM                     | 27 | マクシミリアン・アルノルト |      | 81分 |
| CM                     | 22 | ルイス・グスタヴォ         |      |      |
| RW                     | 07 | ダニエル・カリジューリ     |      | 85分 |
| AM                     | 14 | ケヴィン・デ・ブライネ     | 88分 |      |
| LW                     | 09 | イヴァン・ペリシッチ       |      | 74分 |
| CF                     | 12 | バス・ドスト               |      |      |
| 控え:                  |    |                            |      |      |
| GK                     | 20 | マックス・グリュン         |      |      |
| DF                     | 04 | マルセル・シェーファー     |      |      |
| DF                     | 15 | クリスティアン・トレーシュ |      | 85分 |
| DF                     | 31 | ロビン・クノッヘ           |      |      |
| MF                     | 17 | アンドレ・シュールレ       |      | 81分 |
| MF                     | 23 | ジョシュア・ギラヴォギ     |      | 74分 |
| FW                     | 03 | ニクラス・ベントナー       |      |      |
| 監督:                  |    |                            |      |      |
| ディーター・ヘッキング |    |                            |      |      |

| DFBポカール 2014-2015 優勝 |
| -------------------------- |
| VfLヴォルフスブルク 初優勝 |